# Aia (Espanha)
Aia (em basco e oficialmente) ou Aya (em castelhano) é um município da Espanha na província de Guipúscoa, comunidade autónoma do País Basco. Tem 55,3 km² de área e em 2021 tinha 2 056 habitantes (densidade: 37,2 hab./km²).
| Variação demográfica do município entre 1991 e 2004 | Variação demográfica do município entre 1991 e 2004 | Variação demográfica do município entre 1991 e 2004 | Variação demográfica do município entre 1991 e 2004 |
| --------------------------------------------------- | --------------------------------------------------- | --------------------------------------------------- | --------------------------------------------------- |
| 1991                                                | 1996                                                | 2001                                                | 2004                                                |
| 1646                                                | 1610                                                | 1707                                                |                                                     |